# Tandilia siambona
Tandilia siambona är en fjärilsart som beskrevs av Köhler 1945. Tandilia siambona ingår i släktet Tandilia och familjen nattflyn. Inga underarter finns listade i Catalogue of Life.